# Donosti (Automarke)
Donosti war eine spanische Automarke.

## Unternehmensgeschichte
Das Unternehmen Garaje Internacional aus San Sebastián begann 1922 mit der Produktion von Automobilen. 1923 endete die Produktion nach nur wenigen Exemplaren.

## Fahrzeuge
Das erste Modell war ein Sportwagen. Er verfügte über einen Sechszylindermotor mit 3000 cm³ Hubraum, DOHC-Ventilsteuerung und Vierventiltechnik. Die Karosserie bestand aus Aluminium. Die Angaben zu den Stückzahlen dieses Modells schwanken zwischen eins und drei. Ein Fahrzeug existiert noch heute. Außerdem stellte das Unternehmen Modelle mit Vierzylindermotoren her, zumeist im Kundenauftrag.